# Manami Toyota
Pour les articles homonymes, voir Toyota (homonymie).
Manami Toyota (豊田 真奈美, Toyota Manami) (née le 2 mars 1971 à Masuda) est une catcheuse (lutteuse professionnelle) japonaise.
Elle commence sa carrière à la All Japan Women's Pro-Wrestling et y devient une des catcheuses vedettes dans les années 1990.

## Carrière de catcheuse

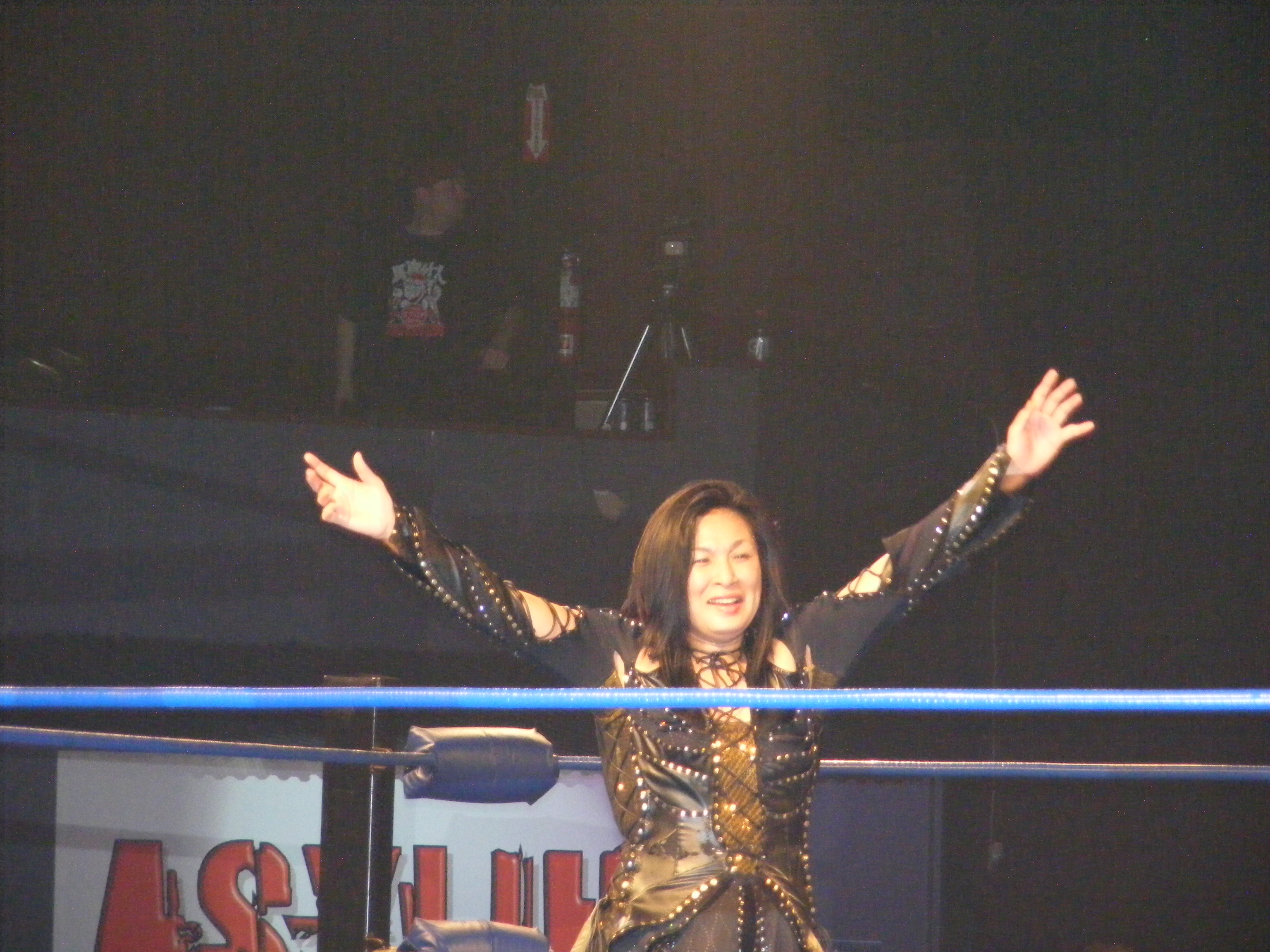
Manami Toyota lors de la deuxième nuit du King of Trios de CHIKARA à l'Asylum Arena.

Toyota s'entraîne au dojo de la All Japan Women's Pro-Wrestling où elle apprend le catch auprès de Jaguar Yokota (en). Elle fait ses débuts à 16 ans. Elle et sa coéquipière Mima Shimoda (en) se font appeler les Tokyo Sweethearts.
Le 6 mai 1989 au cours de Wrestlemarinepiad, elles battent Etsuko Mita et Toshiyo Yamada,. Ce combat est jugé comme très bon, volant même la vedette au match phare où Lioness Asuka (en) conserve son titre de championne du monde de la WWWA face à Madusa Miceli,. Les dirigeants de l'AJW décident de mettre en valeur Toyota qui remporte le championnat de l'AJW le 18 novembre en battant Mika Takahashi,.